# Ramón Fonst
Ramón Fonst Segundo (født 31. juli 1883 i Havanna, død 9. september 1959 i Havanna) var en cubansk fægter som deltog under OL 1900 i Paris og 1904 i St. Louis.
Fonst blev olympisk mester i fægtning første gang under OL 1900 i Paris. Han vandt konkurrencen i kårde og han kom på en andenplads i kårde for amatørfægtere. Fire år senere under OL 1904 i St. Louis vandt han tre olympiske titler, kårde, og  fleuret både individuelt og i hold. 
Fonst har også været præsident i Cubas olympiske komitée.
1. ↑  Navnet er anført på engelsk og stammer fra Wikidata hvor navnet endnu ikke findes på dansk.
2. ↑  Navnet er anført på engelsk og stammer fra Wikidata hvor navnet endnu ikke findes på dansk.